# Robert van Gulik
Robert Hans van Gulik, chińskie nazwisko 髙羅佩 Gāo Luōpèi (ur. 9 sierpnia 1910 w Zutphen, zm. 24 września 1967 w Hadze) – holenderski dyplomata, sinolog, autor powieści historyczno-detektywistycznych.

## Życiorys
Jego ojciec był lekarzem wojskowym pracującym na Dalekim Wschodzie. Robert van Gulik od 3. do 12. roku życia mieszkał w Dżakarcie, gdzie nauczył się podstaw m.in. języka chińskiego. W latach 1929–1933 studiował na Uniwersytecie w Lejdzie kulturę Indii Wschodnich, języki chiński i japoński. W 1934 r. przeniósł się na Uniwersytet w Utrechcie, gdzie dodał do programu studiów język tybetański i sanskryt.
Od 1935 r. pracował jako dyplomata w kilku krajach azjatyckich: początkowo w Japonii, po wybuchu wojny w Chinach, potem także w Indiach, Libanie i Malezji. Pracował również w holenderskim ministerstwie spraw zagranicznych oraz w USA. Od 1965 r. aż do śmierci na raka płuca sprawował funkcję ambasadora Holandii w Japonii i Korei.
W Chinach i Japonii ceniono go jako wybitnego sinologa i znawcę sztuki, autora licznych prac naukowych (m.in. Sexual life in ancient China; a preliminary survey of Chinese sex and society from ca. 1500 B.C. till 1644 A.D., 1961), a także malarza i kaligrafa w stylu chińskim. Van Gulik zgłębiał m.in. sztukę gry w go (weiqi) oraz gry na cytrze (guqin).
Był członkiem Królewskiej Holenderskiej Akademii Sztuk i Nauk.
Cykl szesnastu opowieści detektywistycznych z sędzią Di w roli głównej został zapoczątkowany z myślą o czytelniku azjatyckim, ale szybko odniósł sukces na całym świecie. W Polsce jest wydawany od 2006 r. przez Państwowy Instytut Wydawniczy. Van Gulik narysował też serię komiksów na motywach powieści o sędzim Di, które ukazały się w prasie holenderskiej.

## Główni bohaterowie
- sędzia Di – wzorowany na historycznej postaci urzędnika państwowego Di Renjie, który żył w latach 630–700 n.e., w okresie dynastii Tang. Pełnił funkcję sędziego w wielu miastach, a pod koniec życia został ministrem w stolicy cesarstwa;
- sierżant Hoong – prawa ręka sędziego, stary sługa jego rodziny,
- Ma Joong i Chao Tai – dawniej leśni rozbójnicy, po spotkaniu z sędzią zostali jego przybocznymi,
- Tao Gan – niegdyś wędrowny oszust, uratowany przez sędziego został jego przybocznym.

## Powieści
| Tytuł oryginału                              | Rok  | Tytuł przekładu                   | Rok  | ISBN polskiego wydania | Główne motywy                                                          |
| Celebrated cases of Judge Dee (Dee Goong An) | 1949 |                                   |      |                        | tłumaczenie klasycznej chińskiej powieści detektywistycznej z XVIII w. |
| The Chinese Maze Murders                     | 1951 | Sędzia Di w labiryncie            | 2007 | ISBN 978-83-06-03067-9 | zdrada, spadek, trucizna, barbarzyńcy                                  |
| The Chinese Bell Murders                     | 1958 | Sędzia Di i wielki dzwon          | 2007 | ISBN 978-83-06-03081-5 | religia, waśń rodowa, włóczędzy                                        |
| The Chinese Gold Murders                     | 1959 | Sędzia Di i złote morderstwa      | 2006 | ISBN 83-06-03014-1     |                                                                        |
| The Chinese Lake Murders                     | 1960 | Sędzia Di i tajemnica jeziora     | 2006 | ISBN 83-06-03035-4     | spisek polityczny, zdrada, chciwość                                    |
| The Chinese Nail Murders                     | 1961 | Sędzia Di i chiński gwóźdź        | 2006 | ISBN 83-06-02990-9     | zazdrość, skrytobójstwo, romans                                        |
| The Haunted Monastery                        | 1961 | Sędzia Di i nawiedzony klasztor   | 2006 | ISBN 83-06-02988-7     | molestowanie kobiet, trucizna                                          |
| The Emperor’s Pearl                          | 1963 | Sędzia Di i perła cesarza         | 2008 | ISBN 978-83-06-03150-8 | antyki, perwersyjne praktyki                                           |
| The Lacquer Screen                           | 1964 | Sędzia Di i parawan z laki        | 2006 | ISBN 83-06-02991-7     | poezja, zazdrość                                                       |
| The Red Pavilion                             | 1964 | Sędzia Di i czerwony pawilon      | 2007 | ISBN 978-83-06-03125-6 | do czego może doprowadzić miłość                                       |
| Vier Vingers                                 | 1964 | Cztery palce                      | 1987 | ISBN 83-207-0975-X     |                                                                        |
| The Monkey and the Tiger                     | 1965 | Sędzia Di, małpa i tygrys         | 2006 | ISBN 83-06-03013-3     | dwa osobne opowiadania                                                 |
| The Willow Pattern                           | 1965 | Sędzia Di i chiński wzór          | 2009 | ISBN 978-83-06-03211-6 |                                                                        |
| Murder in Canton                             | 1966 | Sędzia Di i morderstwo w Kantonie | 2007 | ISBN 978-83-06-03051-8 | polityka, prostytucja, społeczność arabska                             |
| The Phantom of the Temple                    | 1966 | Sędzia Di i zjawa                 | 2008 | ISBN 978-83-06-03174-4 | zaginione złoto i tajemnicze morderstwo, społeczność tatarów           |
| Judge Dee at Work                            | 1967 | Zagadki sędziego Di               | 2010 | ISBN 978-83-06-03245-1 | zbiór ośmiu opowiadań                                                  |
| Necklace and Calabash                        | 1967 | Sędzia Di, naszyjnik i tykwa      | 2007 | ISBN 978-83-06-03105-8 |                                                                        |
| Poets and Murder (The Fox-magic Murders)     | 1968 | Sędzia Di i poeci                 | 2007 | ISBN 978-83-06-03113-3 | sekrety wybitnych osobistości i miłość                                 |

## Kolejność czytania
Ze względu na chronologię wydarzeń w powieściach cykl o przygodach sędziego Di można czytać w następującej kolejności (z uwzględnieniem zajmowanych przez niego stanowisk):
- rok 663 – sędzia pokoju w fikcyjnym okręgu Peng-lai
  - Sędzia Di i złote morderstwa
  - Sędzia Di i parawan z laki
  - Judge Dee at Work: Five Auspicious Clouds, The Red Tape Murders, He came with the Rain
- rok 666 – sędzia pokoju w fikcyjnym okręgu Han-yuan
  - Sędzia Di i tajemnica jeziora
  - Sędzia Di, małpa i tygrys: Poranek Małpy
  - Judge Dee at Work: The Murder on the Lotus Pond
  - Sędzia Di i nawiedzony klasztor
- rok 668 – sędzia pokoju w fikcyjnym okręgu Poo-yang
  - Sędzia Di i wielki dzwon
  - Judge Dee at Work: The Two Beggers, The Wrong Sword
  - Sędzia Di i czerwony pawilon
  - Sędzia Di i perła cesarza
  - Sędzia Di i poeci
  - Sędzia Di, naszyjnik i tykwa
- 670 – sędzia pokoju w fikcyjnym okręgu Lan-fang
  - Sędzia Di w labiryncie
  - Sędzia Di i zjawa
  - Judge Dee at Work: The Coffins of the Emperor, Murder on New Year’s Eve
- 676 – sędzia pokoju w fikcyjnym okręgu Pei-chow
  - Sędzia Di i chiński gwóźdź
  - Sędzia Di, małpa i tygrys: Noc Tygrysa
- 677 – przewodniczący sądu stołecznego
  - Sędzia Di i chiński wzór
- 678 – główny śledczy cesarstwa
  - Sędzia Di i morderstwo w Kantonie